# Jeffrey Lagarias
Jeffrey Clark Lagarias, né en novembre 1949 à Pittsburgh en Pennsylvanie, est un mathématicien et professeur à l'université du Michigan.

## Biographie
Alors qu'il est au lycée en 1966, Lagarias étudie l'astronomie au « Summer Science Program (en) ».
Il est étudiant de premier cycle au Massachusetts Institute of Technology, où il est nommé Putnam Fellow (dans les six premiers) au concours de mathématiques William Lowell Putnam en 1970. Il a obtenu son doctorat en mathématiques au MIT en 1974.
En 1975, il entre aux Bell Labs où il devient « Distinguished Member of Technical Staff », puis, à partir de 1995, consultant en technologie. En 2002, il déménage avec sa famille au Michigan pour travailler à l'université.
En 1987, il reçoit le prix Lester Randolph Ford de la Société américaine de mathématiques, dont il est élu membre en 2012.

## Travaux
Bien que ses travaux récents portent sur l'informatique théorique, Lagarias vient par sa formation de la théorie algébrique et analytique des nombres. Depuis, il a travaillé dans de nombreux domaines, à la fois théoriques et appliqués, et se considère comme un généraliste des mathématiques.
Il a découvert un problème élémentaire qui est équivalent à l'hypothèse de Riemann, consistant à savoir si, pour tout n > 0, on a
{\displaystyle \sigma (n)\leq H_{n}+e^{H_{n}}\ln H_{n}\,}
avec égalité stricte seulement pour n = 1, où Hn est le n-ième nombre harmonique, c'est-à-dire la somme des inverses des n premiers nombres entiers, et où σ(n) est la somme des diviseurs positifs de n.
Lagarias a prouvé que la conjecture de Keller était fausse à partir de la dimension 10. Il a aussi travaillé sur la conjecture de Syracuse et le critère de Li (en).